# إميل أغوستون
إميل أغوستون (بالمجرية: Ágoston Emil)‏ هو مهندس معماري مجري، ولد في 7 ديسمبر 1876 في زلاتى مورافتسى في سلوفاكيا، وتوفي في 15 يونيو 1921 في برلين في ألمانيا.